# Federazione italiana dei cineclub
La Federazione italiana dei cineclub, in acronimo FEDIC, è un'istituzione cinematografica Italiana, nonché casa di produzione di cortometraggi, con sede a Montecatini Terme ed è una delle nove associazioni che fanno parte dell'Associazione Nazionale Circoli Cinematografici Italiani (ANCCI) riconosciute dal Ministero dei Beni Culturali. 
È associata all’UNICA (Union International  du Cinéma – Membre du Cinema et Television de Unesco).
La FEDIC edita due Riviste: Carte di Cinema online, rivista di approfondimento cinematografico; e Fedic Magazine, un Notiziario di cultura e di riferimento per le attività dei Cineclub associati. Si occupa di didattica e formazione: oltre ai laboratori allestiti in ambito territoriale dai vari Cineclub, dal 1980.

## Storia
La FEDIC è stata costituita a Montecatini Terme il 27 Luglio 1950 in seguito ad un accordo tra la presidenza dell’EICA (Ente Italiano Cine Amatori) e la presidenza della FIC (Federazione Italiana Cineamatori) del 25 luglio 1949. Le prime cariche sociali furono assegnate in seguito al Primo Convegno dei cineamatori, che si svolse nella prima decade del giugno 1949 sotto gli auspici della Direzione Generale dello Spettacolo. Ne scaturì il primo Consiglio Direttivo, così composto: Tito Marconi (Presidente), Gianni De Tomasi (Vice Presidente), F. Paolo Volta (Segretario). Membri: Ildo Avetta, Marcello Bollero, Achille De Francesco, Pietro Di Mattia, Vittorio Gallo, Ubaldo Magnaghi, Domenico Paolella, Ignazio Rossi e Giorgio Trentin.
Alla costituzione della FEDIC era anche presente il Segretario Generale dell’UNICA M. Jean Borel, e si stabilì che essa fara parte di questa organizzazione internazionale. In quell’occasione si stabilì anche di organizzare annualmente un Concorso di film a formato ridotto realizzati dai cineamatori aderenti alla Fedic. Nacque così il I° Concorso Nazionale del Film D’Amatore il cui obiettivo è di proporsi come vetrina annuale del mondo cinematografico amatoriale per far emergere nuovi talenti e proporli all’attenzione fuori dal circuito dei Cineclub. Si stabilì anche di attribuire ai Cineclub associati le attrezzature in dotazione ai disciolti Cineguf e di pubblicare un Notiziario per riferire sugli avvenimenti della Fedic e sulle attività dei Cineclub associati.
Parallelamente al I Concorso Nazionale si svolse a Montecatini Terme il II Convegno dei Cineamatori, in cui l’ordine del giorno prevedeva l’elaborazione di un nuovo statuto in sostituzione di quello, ormai superato, dell’unificazione della FIC con l’EICA. Nel tempo il termine cineamatori è risultato inadeguato per una Federazione in cui si notava un miglioramento qualitativo della produzione, sia sul piano tecnico che su quello tematico, che rivelava una più rigorosa scelta di temi, un’approfondita analisi delle storie narrate ed una più accentuata caratterizzazione dei suoi personaggi. Ne scaturivano autori molto attenti all’attualità e alla narrazione ed alcuni di essi si affermavano come veri registi passando anche ad esercitare il loro fare cinema come professionisti.
Nella regia incominciavano a farsi apprezzare autori come Folco Quilici, Giuseppe Ferrara, Bruno Bozzetto, Giuseppe Fina, Piero Livi, Franco Piavoli, Renato Dall’Ara, Giorgio Trentin. Nei festival Fedic sono passati anche registi oggi come Nanni Moretti e Paolo Genovese. Nella regia televisiva si affermarono poi Ezio Pecora, Massimo Sani e Renzo Ragazzi. Vi erano poi cineamatori che si dedicavano ad altre professioni: Aldo Nascimben si rivelò un valido direttore della fotografia; Ernesto G. Laura, Claudio Bertieri, Leonardo Autera, Giampaolo Bernagozzi e Giulio Cattivelli si fecero apprezzare nell’ambito della critica; mentre Adriano Asti in quello della sceneggiatura. La svolta decisiva per l’abbandono del termine cineamatore avvenne al Convegno di Bergamo del 1961, voluto da Paolo Capoferri, Presidente del Cineclub Bergamo. Fu un momento importante di confronto tra chi era ancora legato al vecchio concetto di cineamatorismo come hobby, e chi intendeva confrontarsi con l’ambiente che li circondava chiarendo quindi quale doveva essere il ruolo del cineamatore e le responsabilità che gravavano sul suo operato. Ossia, coniugare il fare cinema con un discorso culturale più allargato e consono ai tempi che si vivevano. Si invocava, cioè, un salto di qualità, un inserimento del cineamatorismo nella cultura italiana. Fu quello un momento di riflessione per autori e dirigenti. Dopo il Convegno di Bergamo, importante per l’evoluzione della FEDIC c’è stato il “Manifesto FEDIC ‘70”, che fu elaborato dal Consiglio Direttivo. Una proposta e una definizione per collegare presente e passato e per definire le prospettive di un futuro diverso. Esso inizia con il seguente concetto: 
“La FEDIC è un movimento a carattere culturale che, riconosciuto, nel cinema un mezzo di comunicazione fra i più completi ed attuali, per il confluire in esso di diverse e molteplici forme di espressione, persegue l’essenziale finalità di promuovere una più approfondita presa di coscienza della realtà e dei problemi dell’uomo contemporaneo attraverso l’indagine, la ricerca, la libera espressione cinematografica, l’organizzazione di proiezioni, incontri, dibattiti e convegni. La FEDIC si propone di promuovere, favorire e recepire ogni tipo di attività culturale cinematografica che consenta di avviare gli Autori verso una sempre maggiore utilizzazione del mezzo cinematografico come strumento di informazione, di progresso civile e sociale, di educazione e di cultura”
Fu un passo importante per portare gli autori Fedic ad essere considerati filmmakers del cinema indipendente.  

### Forum FEDIC
Il Forum FEDIC ha preso l’avvio nel 1995, con l’obiettivo di porre l’attenzione sul cortometraggio facendo vedere alcune opere significative degli autori FEDIC, e non solo, e discutere delle sue problematiche che la FEDIC affrontava in alcuni incontri con le altre Associazioni che si occupavano del cinema breve. Incontri che avvenivano nella Sede dell’AGIS di Roma fino ad arrivare ad un Convegno su “Gli stati generali del cortometraggio” che ebbe luogo prima a Montecatini Terme per essere ripreso durante il Forum FEDIC di Venezia. Problematiche relative al finanziamento dello Stato al cortometraggio ma anche alla sua distribuzione e circuitazione facendone scaturire anche dei Progetti presentati al Ministro dello Spettacolo, insieme alla FICE e all’UNICS. Quanto discusso in quei Convegni si può leggere negli “Atti dei Convegni FEDIC, dal 1999 al 2004”, a cura di Paolo Micalizzi. Successivamente il Forum FEDIC è incentrato sulle opere dei filmmaker associati nell’intento di dar loro visibilità. Ma viene dato rilievo anche alle opere realizzate nell’ambito di FEDIC Scuola e del Booktrailer Film Festival di Brescia, dando la parola anche ai giovani studenti con l’auspicio che possano continuare questa loro passione  per il cinema nella Fedic e diventare anche loro affermati filmmaker.

### Premio FEDIC
Il Premio FEDIC è iniziato nel 1993, premiando film italiani presenti nelle Sezioni della Mostra del cinema di Venezia, che meglio riflettono l’autonomia creativa e la libertà espressiva dell’autore.  Nel 1993 è stato premiato Dove siete? Io sono qui di Liliana Cavani, e negli anni successivi tanti altri film diretti, tra gli altri, da Marco Tullio Giordana, Franco Piavoli, Michele Placido, Luca Guadagnino, Emanuele Crialese, Francesca Comencini, Claudio Caligari per arrivare al 2023, anno in cui, il Premio è stato attribuito al film Io capitano di Matteo Garrone. Nelle Giuria sono passati nomi di critici importanti come Giovanni Grazzini, Morando Morandini, Gianni Canova, Steve Della Casa, Maurizio Porro, Italo Moscati, Ernesto G. Laura, tanto per citarne alcuni.  

### Fedic Scuola
La Fedic Scuola opera per far conoscere il linguaggio cinematografico alle giovani generazioni: è attiva in scuole di ogni ordine e grado (dalla scuola dell'infanzia all’Università) con corsi, laboratori proiezioni, convegni, concorsi e momenti di formazione per alunni e docenti. Dal 2014 organizza il Campus estivo residenziale per ragazzi denominato "Naturalmente Cinema" che ogni anno si svolge in diverse località italiane in collaborazione con il locale cineclub Fedic. Ad ogni edizione viene realizzato un cortometraggio. Un’operazione culturale e didattica simile a quella di Fare cinema di Marco Bellocchio. La FEDIC REFF è nata nel 2015, in seguito all’esigenza di monitorare le realtà festivaliere organizzate da Cineclub FEDIC, con l’armonizzazione di un calendario annuale. Nel 2024 la rete è composta da 22 Festival e Rassegne, in rappresentanza di 7 Regioni. 

### Riviste della Fedic
Carte di cinema è la rivista della FEDIC. Dal 2014 è online e dal 2015 è diretta dal critico e storico del cinema Paolo Micalizzi. È una rivista che vuole privilegiare il cinema e i cineasti indipendenti sia nazionale che internazionale: comprende Focus su autori, saggi su autori, tematiche, cinematografie, le rubrica “FEDIC, le persone e i fatti”, “Festival ed Eventi”, “Il cinema in formato corto”, “Occhio critico”, “Il documentario”, “Panorama Libri”. La Rivista è aperta a nuovi collaboratori che ne condividono la sua linea editoriale.
Fedic Magazine, invece, è il notiziario della FEDIC, sotto forma di newsletter che riferisce sulle attività dei Cineclub associati ma che contiene anche articoli che possono interessare i soci della Federazione Italiana dei Cineclub ed i lettori in generale.

### Italia Film Fedic
È attualmente il Festival Nazionale della FEDIC, mentre non lo sono più Valdarno Cinema Fedic e FilmVideo (trasformato in MISFF) di Montecatini che da anni operano al di fuori della FEDIC. Italia Film Fedic dal 2020 dà continuità al Festival di Montecatini, nato in questa città termale toscana nel 1950 come Concorso nazionale dei cineamatori. Dà voce agli autori FEDIC aprendo una nuova pagina del Festival Nazionale FEDIC di Montecatini riscoprendo in questi autori il loro senso di appartenenza. Apre anche ad un confronto con autori stranieri attraverso FEDIC REFF ed informa sulla produzione di altre cinematografie.
Dal 2024 ha istituito il Premio Tonino Valerii intitolato ad un regista molto vicino alla FEDIC attribuendolo ad un autore esordiente. Ha proposto anche l’iniziativa Momenti di Storia del Cinema affidando ad esperti delle conversazioni sulle sue fasi più importanti. Attribuisce inoltre Premi alla Carriera a figure importanti del cinema italiano. Dal 2020 al 2024 lo ha assegnato a Bruno Bozzetto, Milena Vukotic, Ivano Marescotti, Giorgio Colangeli, Anna Bonaiuto. Lo staff organizzativo è formato dai consiglieri FEDIC. 

## Filmografia parziale

### Cortometraggi
- Doppio, regia di Eric Alexander (2008)
- Oltre (Beyond), regia di Ettore Di Gennaro (2017)
- Ci ripenso, regia di Ettore di Gennaro (2017)
- Il lupo di Germania, regia di Francisco Saia (2017)
- Il contratto, regia di Nicolò Zaccarini (2018)
- Abraham, regia di Francisco Saia (2018)
- Ama a cu t'ama, regia di Stefano Pelleriti (2018)